# 宝蔵寺 (足立区東和)
宝蔵寺（ほうぞうじ）は、東京都足立区にある新義真言宗の寺院。

## 歴史
1542年（天文11年）、名主の重兵衛の開基である。当地には、梅若丸を探し求める従者たちが建てたという小堂があった。この小堂を寺院化したのが、当寺の起源である。
1953年（昭和28年）に美松学園幼稚園を開園している。スクールバスは「ピカチュウバス」と「ドラエもんバス」である。
なお、境内には笠を被り袈裟を身に纏う僧侶風の狸の置物がある。

## 交通アクセス
- 亀有駅より徒歩10分（経路案内）。